# Lijst van personen overleden in juli 2023
Dit is een lijst van bekende personen die zijn overleden in juli 2023.

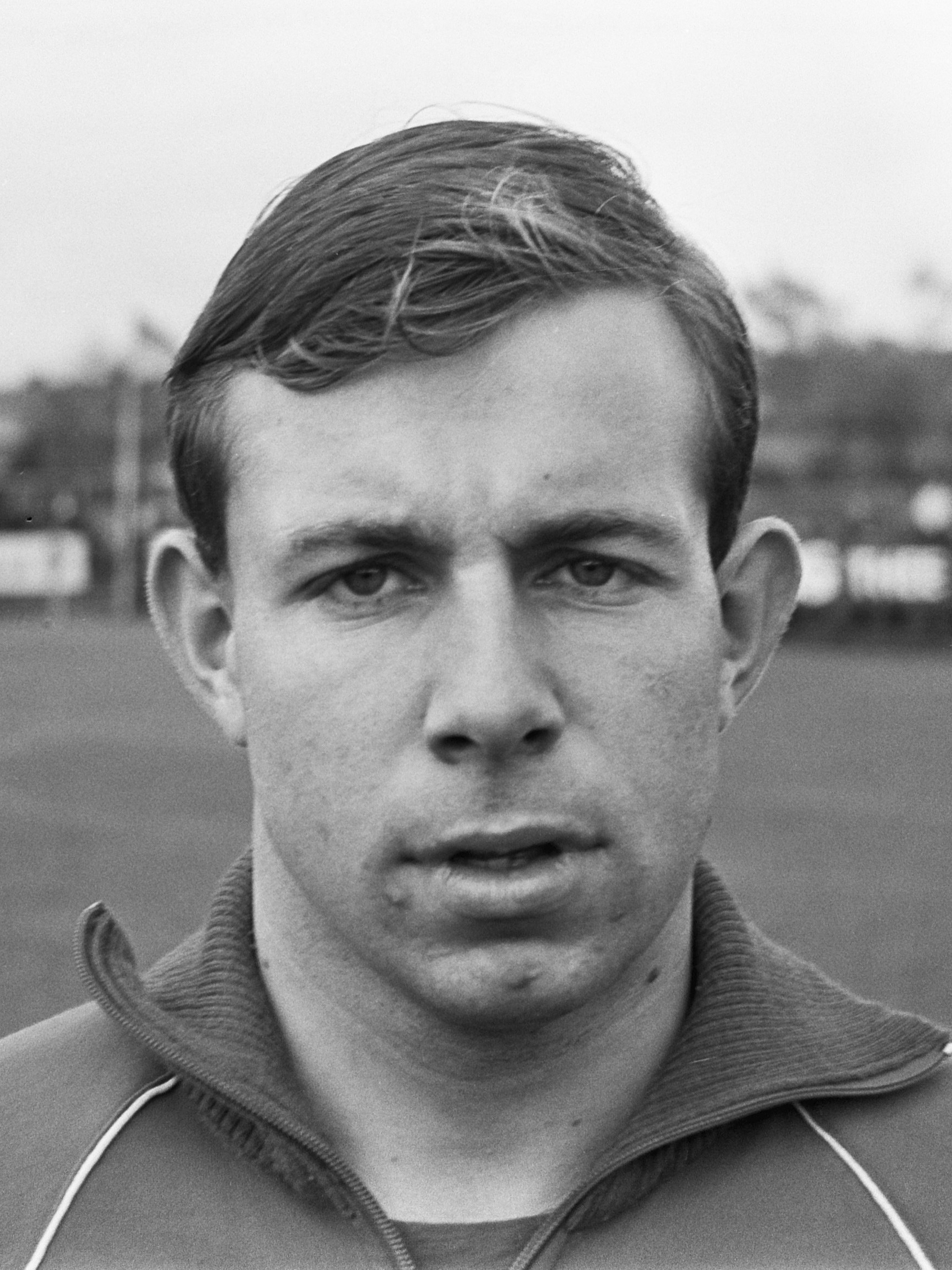
Theo Pahlplatz
2 juli

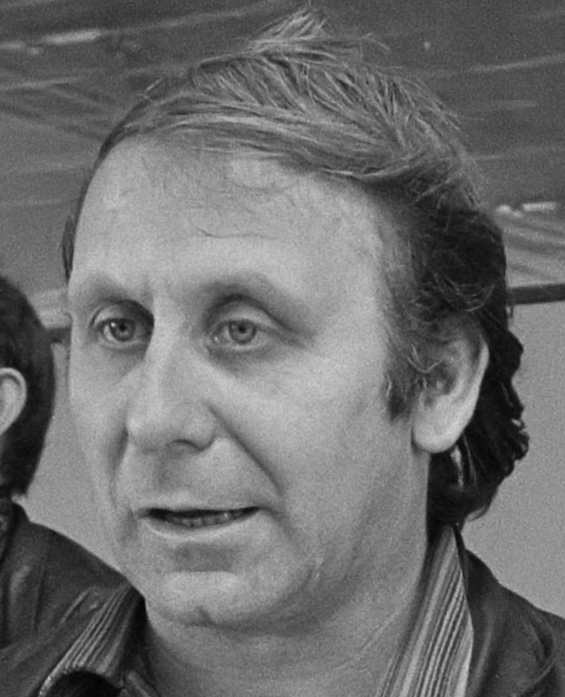
Jan Sierhuis
4 juli

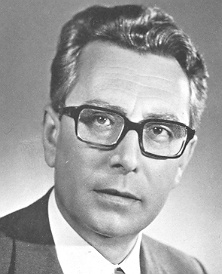
Arnaldo Forlani
6 juli

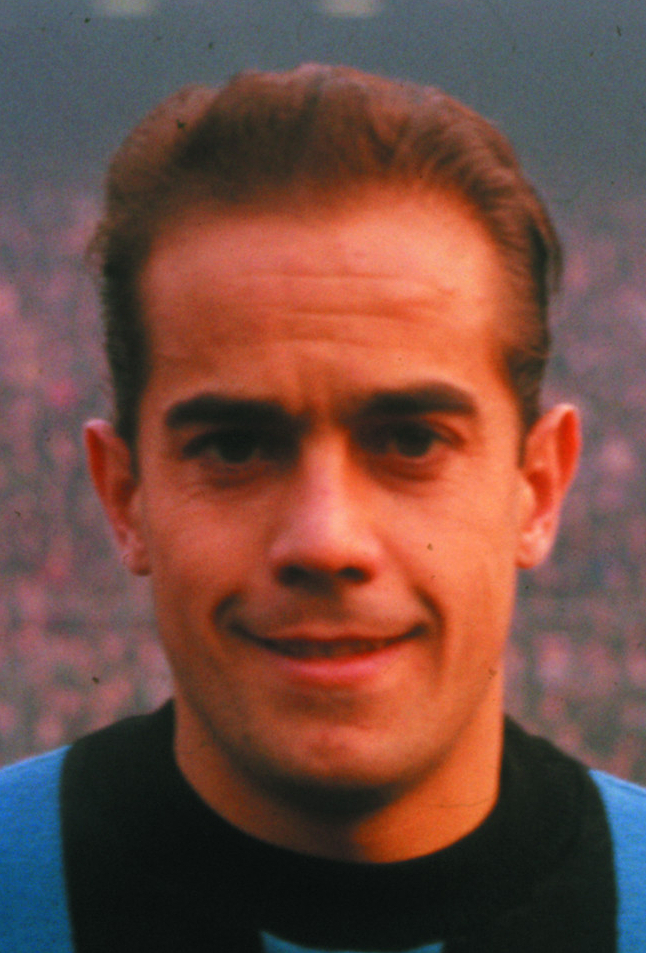
Luis Suárez
9 juli

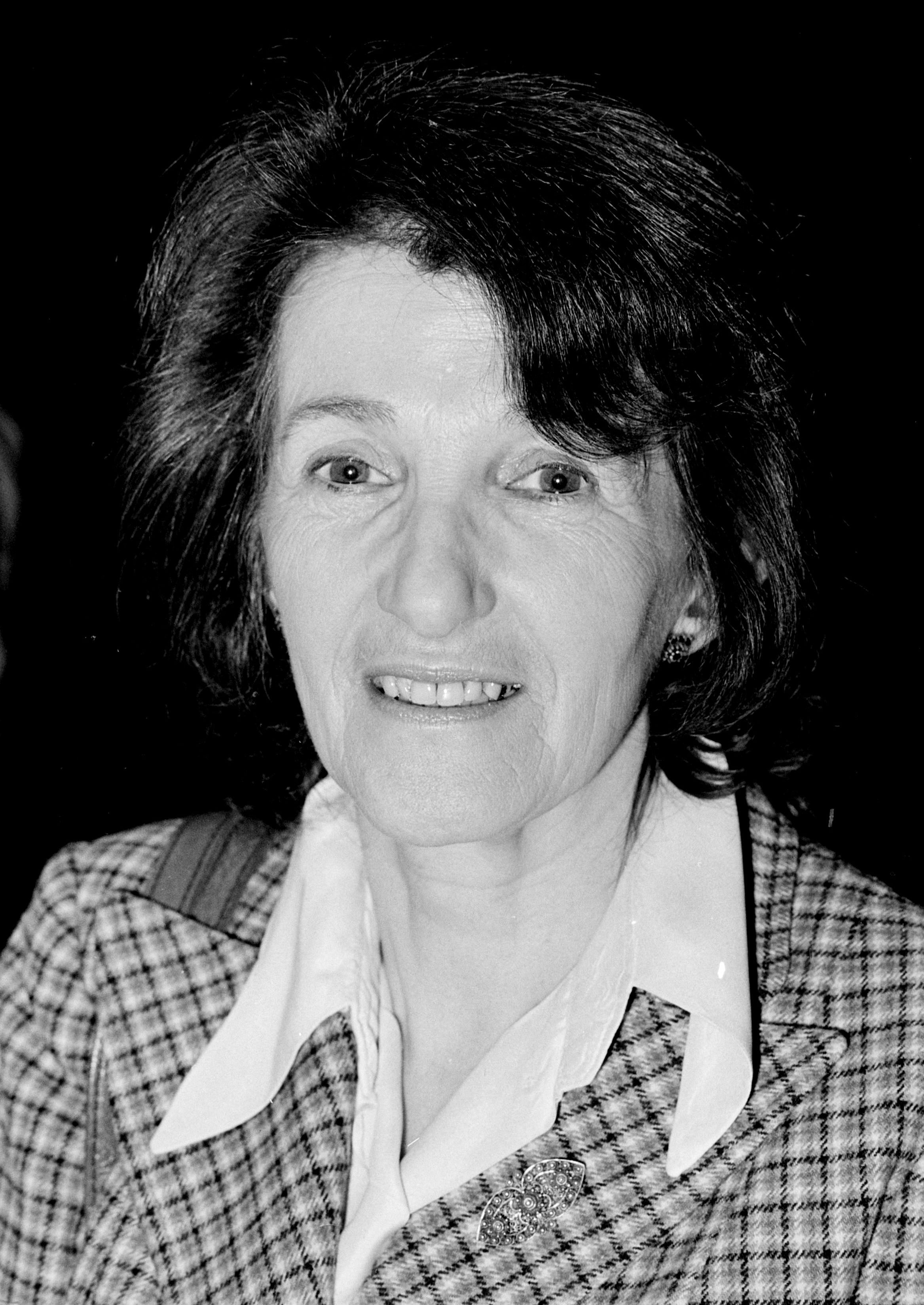
Marga Minco
10 juli

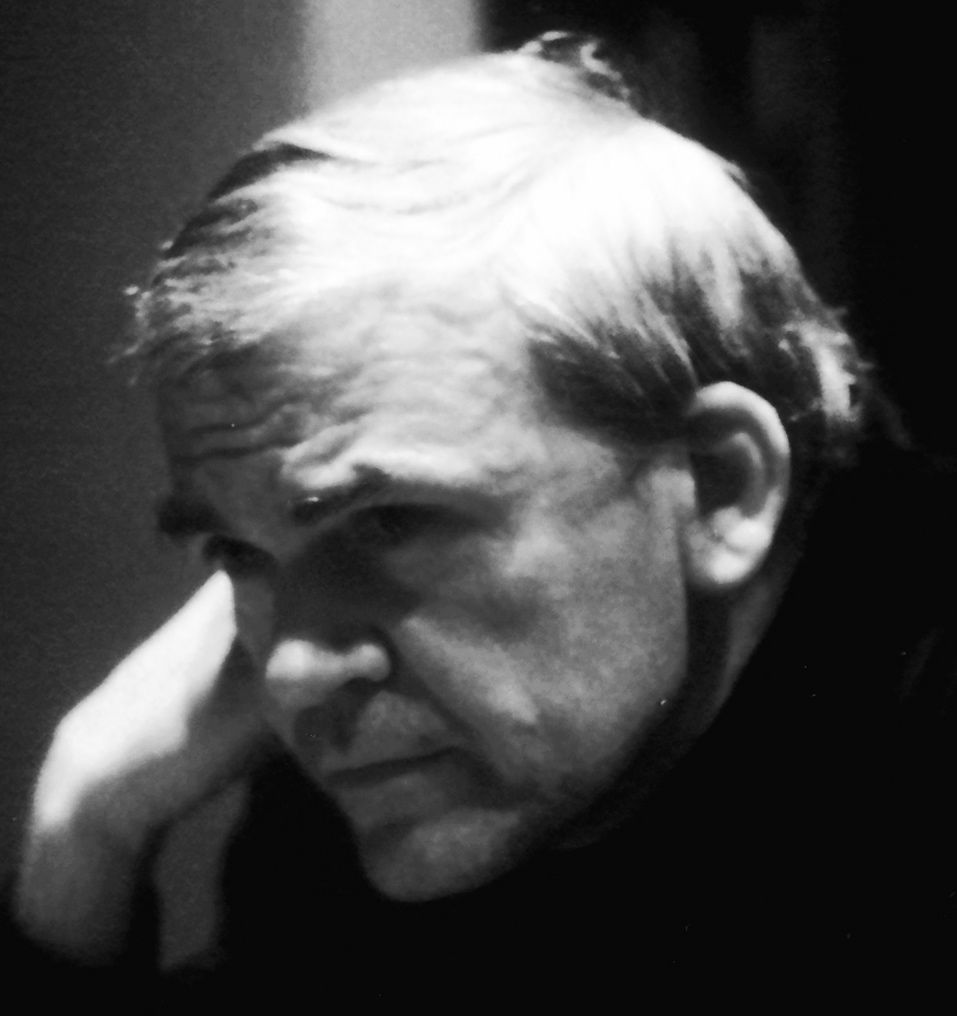
Milan Kundera
11 juli

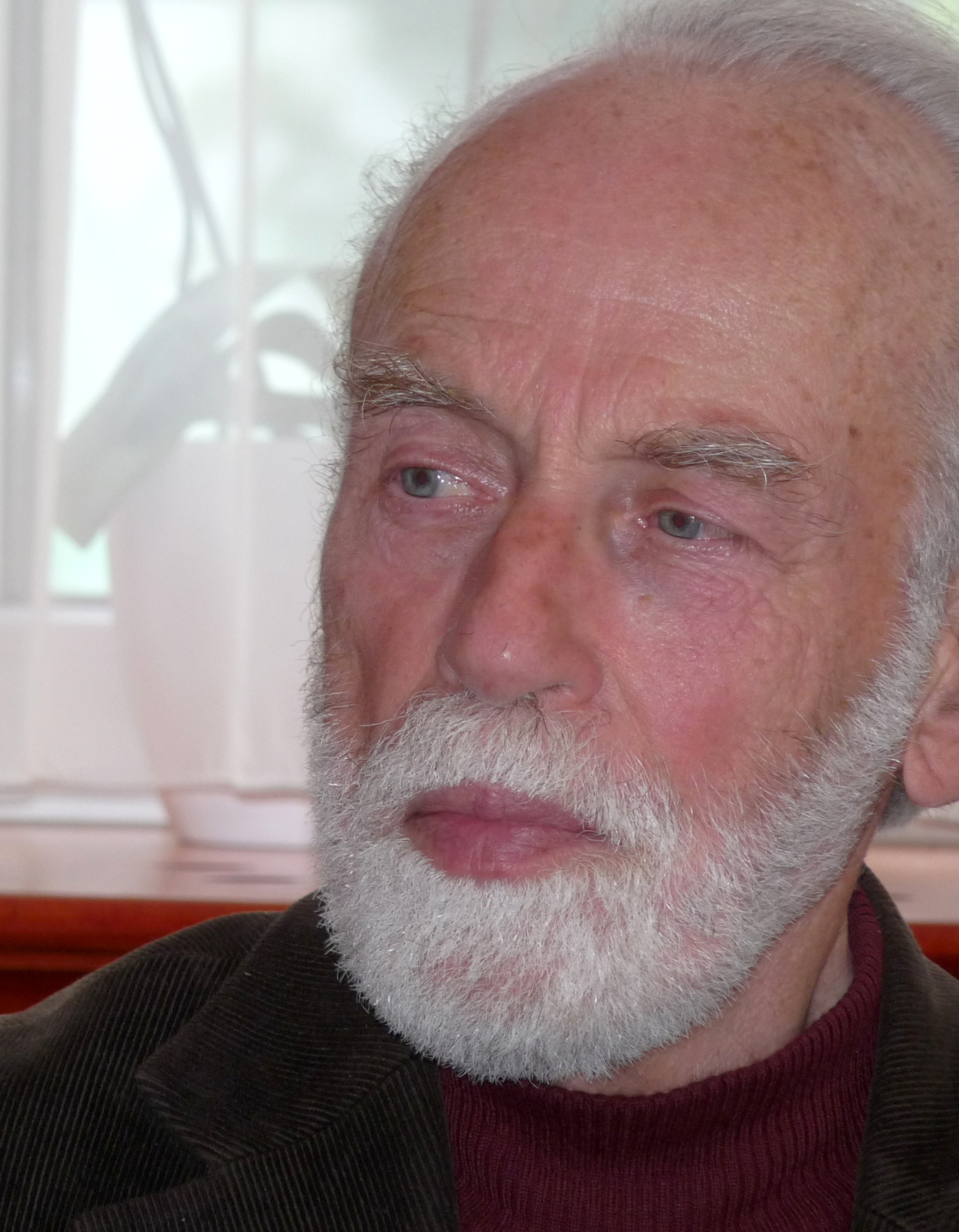
Marjan Tomšič
12 juli

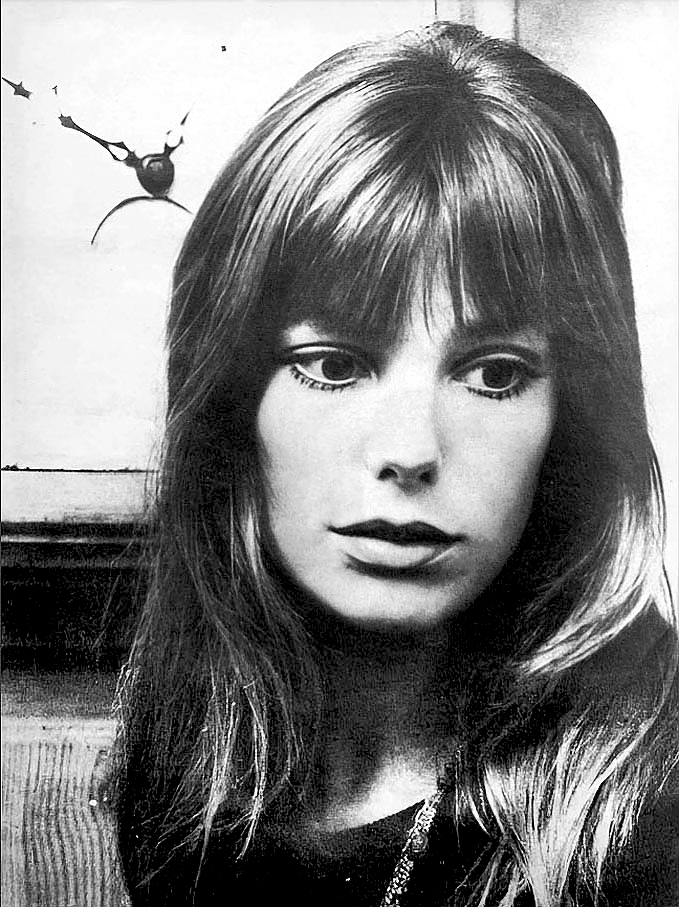
Jane Birkin
16 juli

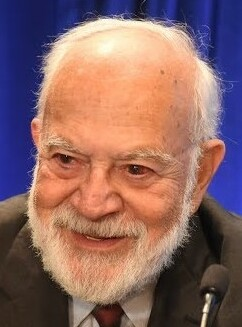
Harry Frankfurt
16 juli

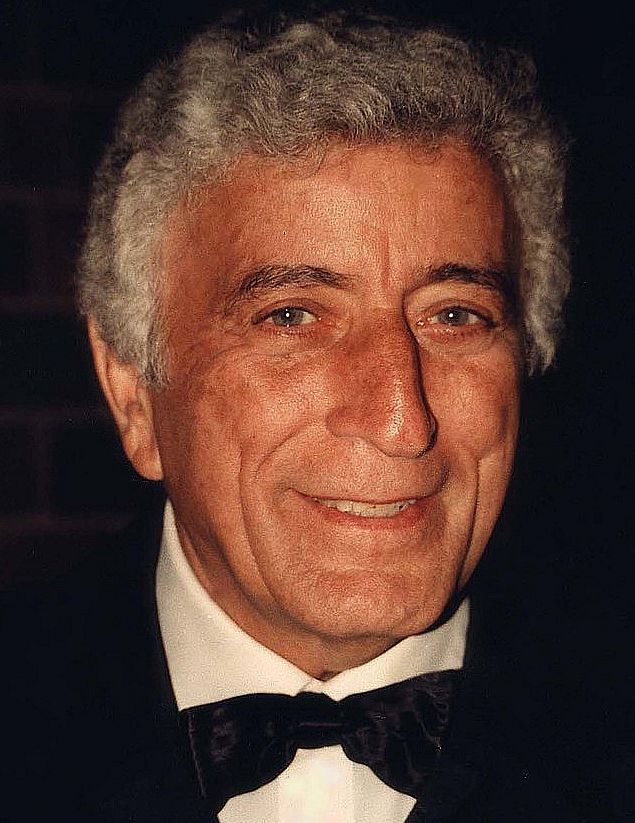
Tony Bennett
21 juli

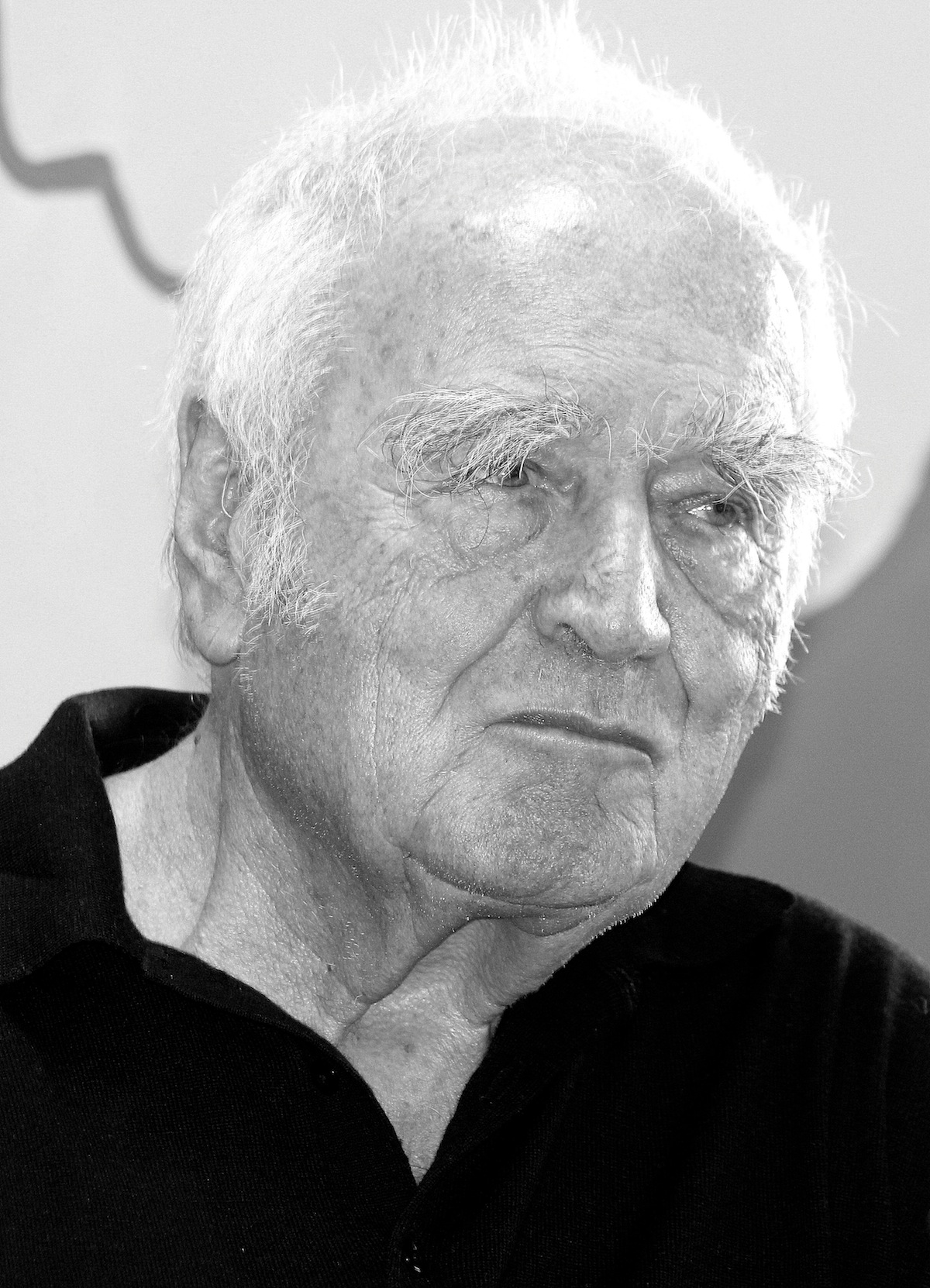
Martin Walser
26 juli

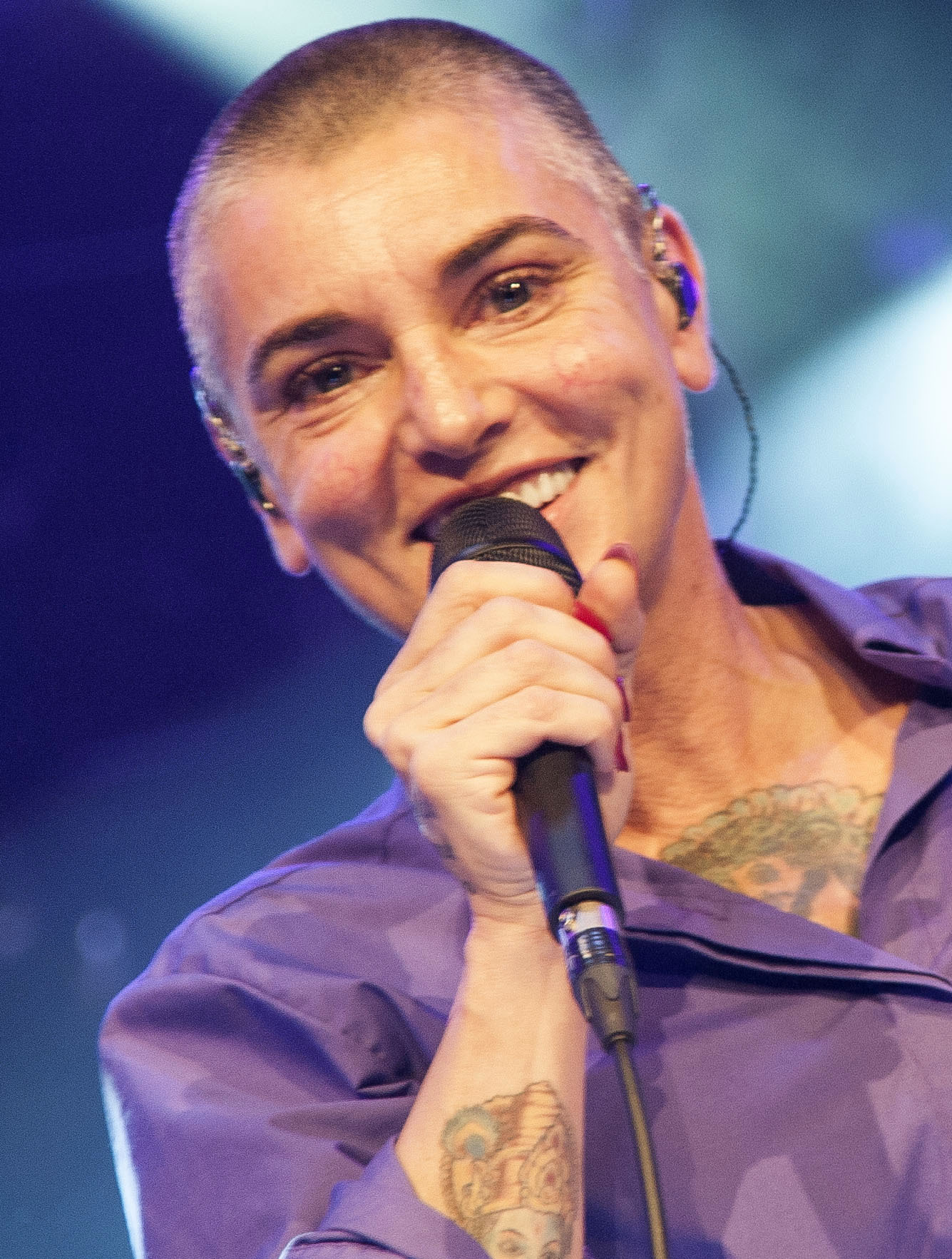
Sinéad O'Connor
26 juli

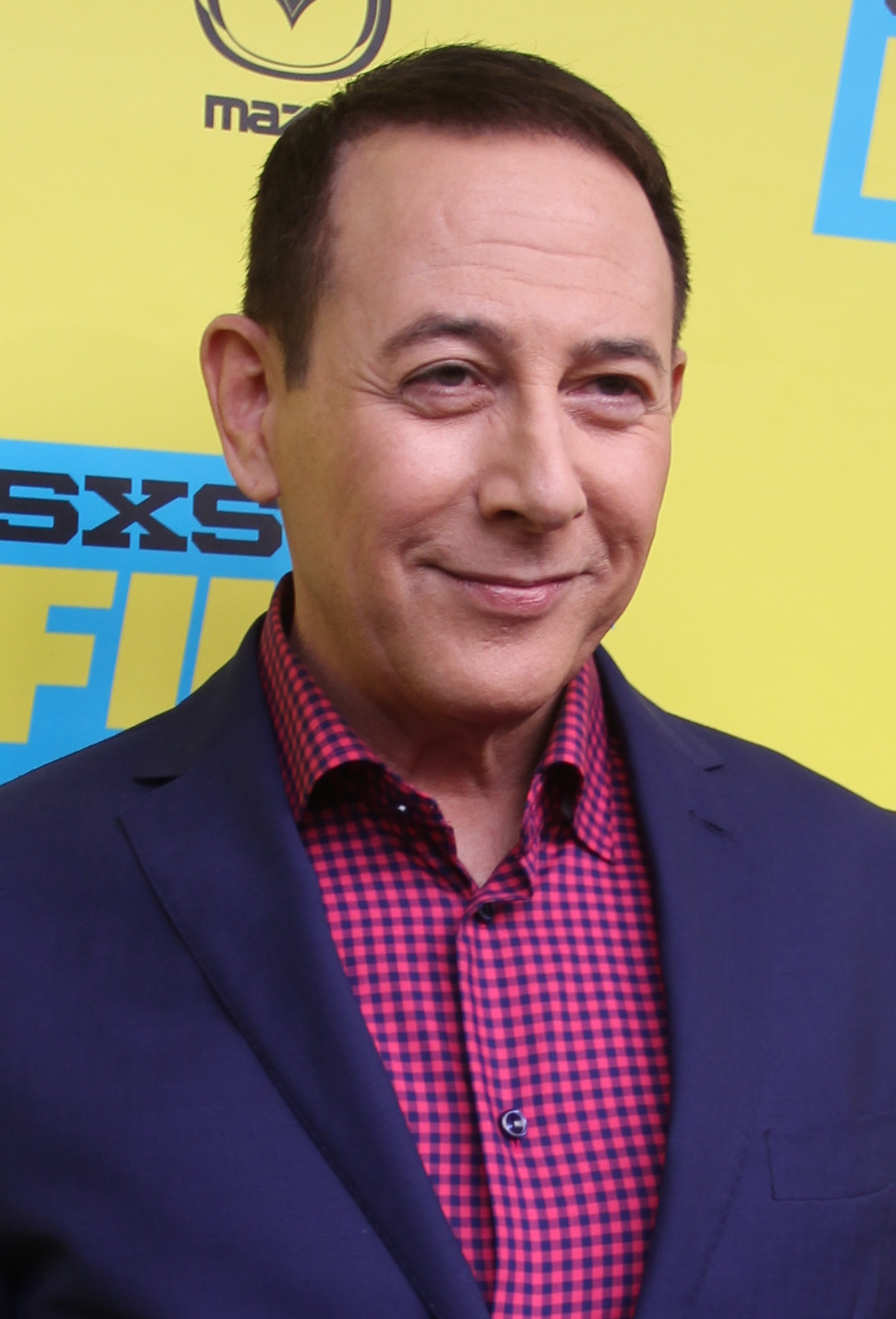
Paul Reubens
30 juli

| 1 | 2 | 3 | 4 | 5 | 6 | 7 | 8 | 9 | 10 | 11 | 12 | 13 | 14 | 15 | 16 | 17 | 18 | 19 | 20 | 21 | 22 | 23 | 24 | 25 | 26 | 27 | 28 | 29 | 30 | 31 |
| - | - | - | - | - | - | - | - | - | -- | -- | -- | -- | -- | -- | -- | -- | -- | -- | -- | -- | -- | -- | -- | -- | -- | -- | -- | -- | -- | -- |

### 1 juli
- Victoria Amelina (37), Oekraïens schrijfster[1]
- Dilano van 't Hoff (18), Nederlands autocoureur[2]
- Lawrence Turman (96), Amerikaans filmproducent[3]

### 2 juli
- Joey den Besten (30), Nederlands motorcoureur[4]
- Khosrow Hassanzadeh (60), Iraans schilder[5]
- Milan Milutinović (80), president van Servië[6]
- Theo Pahlplatz (76), Nederlands voetballer[7]
- Arturo Woodman Pollit (91), Peruviaans bouwondernemer, politicus en sportbestuurder[8]

### 3 juli
- Vicki Anderson (83), Amerikaans soulzangeres[9]
- Ingrid De Putter (66), Belgisch journaliste[10]
- Mo Foster (78), Brits basgitarist[11]
- Léon Gautier (100), Frans militair[12]

### 4 juli
- Georges Bereta (77), Frans voetballer[13]
- Thomas Eyck (59), Nederlands designuitgever[14]
- Adolfo Gilly (94), Argentijns-Mexicaans historicus en politicoloog[15]
- Jan Sierhuis (94), Nederlands kunstschilder[16]

### 5 juli
- Rob Agerbeek (85), Indonesisch-Nederlands jazzpianist[17]
- Alain Grignard (70), Belgisch islamoloog[18]
- Coco Lee (Ferren Lee) (48), Amerikaans-Hongkongs zangeres en actrice[19]
- José Noja (85), Spaans beeldhouwer[20]
- Andrés Oliva (74), Spaans wielrenner[21]
- George Tickner (76), Amerikaans rockmuzikant[22]

### 6 juli
- Graham Clark (81), Brits tenor[23]
- Arnaldo Forlani (97), Italiaans politicus[24]
- Joop Sanders (101), Nederlands-Amerikaans kunstenaar[25]
- Johan Volkerijk (86), Nederlands illustrator[26]

### 7 juli
- Oscar Brashear (78), Amerikaans jazzmuzikant[27]
- Joseph Chebet (52), Keniaans atleet[28]
- Nikki McCray (51), Amerikaans basketbalspeelster[29]

### 8 juli
- Nikolaj Aljochin (68), Wit-Russisch schermer[30]
- Johnny Goos (80), Belgisch politicus[31]

### 9 juli
- Frederike Huygen (66), Nederlands kunsthistorica[32]
- Porfirio Muñoz Ledo (89), Mexicaans politicus[33]
- Asbjørn Sennels (44), Deens voetballer[34]
- Luis Suárez (88), Spaans voetballer[35]

### 10 juli
- Jan Hobé (81), Nederlands voetbalscheidsrechter[36]
- Marga Minco (103), Nederlands schrijfster[37]
- Ronald Van Rillaer (70), Belgisch acteur en cabaretier[38]

### 11 juli
- Barend Blankert (81), Nederlands kunstenaar[39]
- Philippe Garot (74), Belgisch voetballer[40]
- Milan Kundera (94), Tsjechisch-Frans schrijver[41]
- Maurice Nio (63), Nederlands architect[42]
- Ales Poesjkin (57), Wit-Russisch kunstenaar en politiek gevangene[43]
- Yuzo Toyama (92), Japans componist en dirigent[44]

### 12 juli
- Heide Simonis (80), Duits politica[45]
- Marjan Tomšič (83), Sloveens schrijver, toneelschrijver en journalist[46]

### 13 juli
- Josephine Chaplin (74), Amerikaans actrice[47]
- Chris Garland (74), Engels voetballer[48]
- Carlin Glynn (83), Amerikaans actrice[49]

### 14 juli
- Michael Dusek (64), Duits voetballer[50]
- Albert Eschenmoser (97), Zwitsers chemicus[51]

### 15 juli
- Francisco Ibáñez (87), Spaans schrijver en tekenaar[52]
- Leonard Retel Helmrich (63), Nederlands cineast[53]
- Cees van Rhee (64), Nederlands hoogleraar[54]

### 16 juli
- Jane Birkin (76), Brits-Frans actrice, zangeres en model[55]
- Daniël Bracke (Danny Sinclair) (76), Belgisch zanger[56]
- Harry Frankfurt (94), Amerikaans filosoof[57]
- Nataniël Gomes (47), Nederlands ondernemer[58]
- Kevin Mitnick (59), Amerikaans computerbeveiligingsadviseur en auteur[59]

### 17 juli
- Vanderlei Eustáquio de Oliveira (73), Braziliaans voetballer en voetbaltrainer[60]

### 18 juli
- Alexandre Adler (72), Frans historicus, politicoloog en journalist[61]

### 19 juli
- James Reston jr. (82), Amerikaans auteur en journalist[62]
- Remigius Valiulis (64), Sovjet-Litouws atleet[63]

### 20 juli
- Reinier den Adel (73), Nederlands beeldhouwer en keramist[64]
- Theo Smit (72), Nederlands wielrenner[65][66]

### 21 juli
- Tony Bennett (Anthony Benedetto) (96), Amerikaans zanger[67]
- Juliette Mayniel (87), Frans actrice[68]

### 22 juli
- Lelia Goldoni (86), Amerikaans actrice[69]
- Günter Herrmann (83), Duits voetballer[70]
- Adolf Scherer (85), Slowaaks voetballer[71]
- Marianne Werner (99), Duits atlete[72]
- Jacopo Venzo (17), Italiaans wielrenner[73]

### 23 juli
- Raymond Froggatt (81), Brits zanger en songwriter[74]
- Peter Hartmann (87), Duits diplomaat[75]
- Patty Ryan (62), Duits zangeres[76]
- Inga Swenson (90), Amerikaans actrice[77]
- Martine Tanghe (67), Belgisch journaliste en nieuwslezeres[78][79]

### 24 juli
- George Alagiah (67), Brits nieuwslezer, journalist en televisiepresentator[80]
- Marc Augé (87), Frans antropoloog[81]
- Chris Bart-Williams (49), Sierra Leonees-Engels voetballer[82]
- Dais ter Beek (87), Nederlands voetballer[83]
- Ethel Bruneau (87), Canadees Amerikaans zangeres en danseres[84]
- Trevor Francis (69), Engels voetballer[85]
- Brad Houser (62), Amerikaans muzikant[86]
- Anne-Chatrine Lafrenz (86), Duits atlete[87]
- Stephanie Van Houtven (40), Belgisch politica[88]
- Marianna Vardinogiannis (80), Grieks Goodwill Ambassador[89]

### 25 juli
- Bo Goldman (90), Amerikaans scenarioschrijver[90]

### 26 juli
- Randy Meisner (77), Amerikaans muzikant[91]
- Victor Vroom (90), Canadees hoogleraar[92]
- Sinéad O'Connor (56), Iers singer-songwriter[93]
- Martin Walser (96), Duits schrijver[94]

### 27 juli
- Steffen Britzke (Stevie B-Zet) (62), Duits trancemuziekproducent en keyboardspeler[95]
- Hans van Ginkel (83), Nederlands geograaf, historicus en hoogleraar[96]
- Margriet Heymans (90), Nederlands schrijfster en illustratrice[97]
- Fred van Iersel (68), Nederlands theoloog en ethicus[98]
- Bea Van der Maat (62), Belgisch zangeres, presentatrice en actrice[99]

### 28 juli
- Gon Buurman (83), Nederlands fotografe[100]
- Klaas R. Veenhof (87), Nederlands assyrioloog[101]

### 29 juli
- Marc Gilpin (56), Amerikaans acteur[102]
- Michel Gottmer (83), Nederlands organist, beiaardier en kerkmusicus[103]
- Manfred Hiemer (62), Duits rallynavigator[104]
- George Wilson (81), Amerikaans basketballer[105]

### 30 juli
- Betty Ann Cain Bruno (91), Amerikaans actrice, auteur, reporter en televisiepresentatrice[106]
- Jorge Domínguez (64), Argentijns voetballer[107]
- Konrad Klapheck (88), Duits kunstenaar[108]
- Paul Reubens (Paul Rubenfeld) (70), Amerikaans acteur[109]
- Magnus White (17), Amerikaans veldrijder[110]

### 31 juli
- Angus Cloud (25), Amerikaans acteur[111]
- María Fux (101), Argentijns danseres, choreograaf en danstherapeut[112]
- Jason Morgan (87), Amerikaans geofysicus[113]
- Jaap Rosen Jacobson (73), Nederlands ondernemer[114]
- Inga Landgré (95), Zweeds actrice[115]
- Régine Mosuse (49), Belgisch drumster[116]

### Datum onbekend
- Hans Ebeling Koning (92), Nederlands beeldend kunstenaar[117][118]

januari ·
februari ·
maart ·
april ·
mei ·
juni ·
juli ·
augustus ·
september ·
oktober ·
november ·
december
1900 ·
1901 ·
1902 ·
1903 ·
1904 ·
1905 ·
1906 ·
1907 ·
1908 ·
1909 ·
1910 ·
1911 ·
1912 ·
1913 ·
1914 ·
1915 ·
1916 ·
1917 ·
1918 ·
1919 ·
1920 ·
1921 ·
1922 ·
1923 ·
1924 ·
1925 ·
1926 ·
1927 ·
1928 ·
1929 ·
1930 ·
1931 ·
1932 ·
1933 ·
1934 ·
1935 ·
1936 ·
1937 ·
1938 ·
1939 ·
1940 ·
1941 ·
1942 ·
1943 ·
1944 ·
1945 ·
1946 ·
1947 ·
1948 ·
1949 ·
1950 ·
1951 ·
1952 ·
1953 ·
1954 ·
1955 ·
1956 ·
1957 ·
1958 ·
1959 ·
1960 ·
1961 ·
1962 ·
1963 ·
1964 ·
1965 ·
1966 ·
1967 ·
1968 ·
1969 ·
1970 ·
1971 ·
1972 ·
1973 ·
1974 ·
1975 ·
1976 ·
1977 ·
1978 ·
1979 ·
1980 ·
1981 ·
1982 ·
1983 ·
1984 ·
1985 ·
1986 ·
1987 ·
1988 ·
1989 ·
1990 ·
1991 ·
1992 ·
1993 ·
1994 ·
1995 ·
1996 ·
1997 ·
1998 ·
1999 ·
2000 ·
2001 ·
2002 ·
2003 ·
2004 ·
2005 ·
2006 ·
2007 ·
2008 ·
2009 ·
2010 ·
2011 ·
2012 ·
2013 ·
2014 ·
2015 ·
2016 ·
2017 ·
2018 ·
2019 ·
2020 ·
2021 ·
2022 ·
2023 ·
2024 ·
2025